# Oldenbergiella vernalis
Oldenbergiella vernalis är en tvåvingeart som beskrevs av Gorodkov 1970. Oldenbergiella vernalis ingår i släktet Oldenbergiella och familjen myllflugor. Inga underarter finns listade i Catalogue of Life.